# Chen Yi (marszałek)
Chen Yi (ur. 26 sierpnia 1901, zm. 6 stycznia 1972) – chiński wojskowy i polityk komunistyczny, marszałek ChRL.

## Życiorys
Od 1923 roku był członkiem Komunistycznej Partii Chin. W 1926 roku został wykładowcą w Akademii Whampoa. Po rozłamie pomiędzy komunistami a Kuomintangiem był jednym z czołowych dowódców komunistycznych.
W czasie wojny domowej w latach 1946–1949 był członkiem Komitetu Frontowego. W bitwie stoczonej w dniach 14–16 maja [1948 roku pod Menglianggu w Shandongu rozbił 74. Dywizję KMT. W rozstrzygającej kampanii Huai-Hai na przełomie 1948 i 1949 roku dowodził III Armią Polową, zajął też ostatnie ogniska oporu KMT na kontynencie – Zhejiang i Fujian.
W latach 1950–1954 sprawował urząd burmistrza Szanghaju. W 1955 roku w uznaniu za zasługi wojenne został mianowany jednym z dziesięciu marszałków ChRL. W latach 1958–1972 był ministrem spraw zagranicznych. Po rozpoczęciu rewolucji kulturalnej przetrzymywany przez hunwejbinów, formalnie nie został jednak usunięty z zajmowanych urzędów.